# Timea Bacsinszky
Timea Bacsinszky (n. 8 iunie 1989) este o jucătoare profesionistă de tenis din Elveția care a câștigat 3 titluri de simplu și 4 de dublu WTA. În 2015 a reușit să ajungă în semifinalele turneului French Open și în finala turneului de la Beijing, China Open.

## Finale importante

### WTA Premier Mandatory & Premier 5

#### Simplu: 1 (1 finală)
| Rezultat | An   | Turneu     | Suprafață | Adversar         | Scor     |
| -------- | ---- | ---------- | --------- | ---------------- | -------- |
| Finalist | 2015 | China Open | Hard      | Garbiñe Muguruza | 5-7, 4-6 |

## Finale WTA

### Simplu: 6 (3 titluri, 3 finale)
| Legend                              |
| ----------------------------------- |
| Grand Slam tournaments (0–0)        |
| WTA Tour Championships (0–0)        |
| Premier Mandatory & Premier 5 (0–1) |
| Premier (0–0)                       |
| International (3–2)                 |

| Rezultat   | Nr. | Data              | Turneu                                      | Suprafață | Adversar         | Scor          |
| ---------- | --- | ----------------- | ------------------------------------------- | --------- | ---------------- | ------------- |
| Câștigător | 1.  | 25 octombrie 2009 | Luxembourg Open, Luxembourg City, Luxemburg | Hard (i)  | Sabine Lisicki   | 6–2, 7–5      |
| Finalist   | 1.  | 25 iulie 2010     | Gastein Ladies, Bad Gastein, Austria        | Zgură     | Julia Görges     | 1–6, 4–6      |
| Finalist   | 2.  | 10 ianuarie 2015  | Shenzhen Open, Shenzhen, China              | Hard      | Simona Halep     | 2–6, 2–6      |
| Câștigător | 2.  | 28 februarie 2015 | Abierto Mexicano Telcel, Acapulco, Mexic    | Hard      | Caroline Garcia  | 6–3, 6–0      |
| Câștigător | 3.  | 9 martie 2015     | Monterrey Open, Monterrey, Mexic            | Hard      | Caroline Garcia  | 4–6, 6–2, 6–4 |
| Finalist   | 3.  | 11 octombrie 2015 | China Open, Beijing, China                  | Hard      | Garbiñe Muguruza | 5–7, 4–6      |

### Dublu: 6 (4 titluri, 2 finale)
| Legend                              |
| ----------------------------------- |
| Grand Slam tournaments (0–0)        |
| WTA Tour Championships (0–0)        |
| Premier Mandatory & Premier 5 (0–0) |
| Premier (0–0)                       |
| International (4–2)                 |

| Rezultat   | Nr. | Data              | Turneu                                      | Suprafață | Partener         | Adversar                                  | Scor                  |
| ---------- | --- | ----------------- | ------------------------------------------- | --------- | ---------------- | ----------------------------------------- | --------------------- |
| Finalist   | 1.  | 17 aprilie 2010   | Barcelona Ladies Open, Barcelona, Spania    | Zgură     | Tathiana Garbin  | Sara Errani Roberta Vinci                 | 1–6, 6–3, [2–10]      |
| Câștigător | 1.  | 11 iulie 2010     | Budapest Grand Prix, Budapesta, Ungaria     | Zgură     | Tathiana Garbin  | Sorana Cîrstea Anabel Medina Garrigues    | 6–3, 6–3              |
| Câștigător | 2.  | 18 iulie 2010     | Prague Open, Praga, Cehia                   | Zgură     | Tathiana Garbin  | Monica Niculescu Ágnes Szávay             | 7–5, 7–6(7–4)         |
| Finalist   | 2.  | 25 iulie 2010     | Gastein Ladies, Bad Gastein, Austria        | Zgură     | Tathiana Garbin  | Lucie Hradecká Anabel Medina Garrigues    | 7–6(7–2), 1–6, [5–10] |
| Câștigător | 3.  | 24 octombrie 2010 | Luxembourg Open, Luxembourg City, Luxemburg | Hard (I)  | Tathiana Garbin  | Iveta Benešová Barbora Záhlavová-Strýcová | 6–4, 6–4              |
| Câștigător | 4.  | 19 octombrie 2014 | Luxembourg Open, Luxembourg City, Luxemburg | Hard (I)  | Kristina Barrois | Lucie Hradecká Barbora Krejčíková         | 3–6, 6–4, [10–4]      |